# Рауль-П'єр Пікте
Рауль-П'єр Пікте (4 квітня 1846 — 27 липня 1929) — швейцарський фізик і перша людина, яка скраплювала азот.
Рауль-П'єр Пікте народився в Женеві. Здобув освіту в Женеві і Парижі, з 1879 року професор технічної фізики в Женевському університеті, а з 1869 року член фізичного товариства в Женеві.
Він присвятив себе значною мірою проблемам, які зачіпають виробництво низьких температур, скраплення і затвердіння газів. Найбільш популярними є роботи зі зрідження постійних газів: азоту, кисню, водню. Він застосував особливий метод, що складається з послідовного зріджування газу, що легко згущається, і вживанні його потім для зріджування іншого газу, що важче згущується, а цього останнього для зрідження газу, ще важче згущується, і т. д. Раулю-П'єру Пікте вдалося добитися значно низьких температур, і він перший отримав рідкий водень, що вважався до того часу незріджуваним.